# Remington RM380
Remington RM380 самозарядний пістолет під набій .380 ACP виробництва компанії Remington Arms. RM380 є переробкою пістолета Rohrbaugh 380, який в свою чергу є версією пістолета 9x19мм Rohrbaugh R9. Дві моделі відрізняються розташуванням засувки магазина та наявністю стопора затвора від Remington. В пістолеті Rohrbaugh використано засувку магазина в торці руків'я, а в RM380 засувка розташована в задній частині спускової скоби.Компанія Remington також переробила рамку руків'я зі збільшеним "бобровим хвостом".